# Anna Nifontovová
Anna Nifontovová (rusky Анна Нифонтова, bělorusky Ганна Ніфантава, Hanna Nifantava; * 17. října 1999) je běloruská rychlobruslařka.
V roce 2014 poprvé startovala ve Světovém poháru juniorů, roku 2017 se premiérově představila na juniorském světovém šampionátu. Od roku 2017 závodila také v neoseniorském Světovém poháru, v seniorském Světovém poháru debutovala na podzim 2018. Na Mistrovství Evropy 2022 získala v týmovém sprintu stříbrnou medaili. Startovala na ZOH 2022 (500 m – 19. místo).